# 维杰亚瓦达
维杰亚瓦达，旧称贝兹瓦达（Bezawada），是位于印度安得拉邦克里希纳河畔的一座城市，人口约85万（2001年）。它是安得拉邦的第二大城市，也是安得拉邦的商业、政治和教育中心。